# 平合水库
平合水库是中国广西壮族自治区贵港市桂平市木根镇境内的一座水库，位于郁江支流木根河上，建于1962年。水库正常库容为1593万立方米，集雨面积为32平方千米，海拔为131.02米。